# Санта-Хрякус
«Санта-Хрякус» (англ. Hogfather) — юмористическое фэнтези известного английского писателя Терри Пратчетта. Издано в 1996 году.
Двадцатая книга из цикла «Плоский мир», четвёртая книга подцикла о Смерти и его внучке Сьюзан.

## Сюжет
Во многих странах Плоского мира отмечают весёлый праздник Страшдества. На Страшдество дома украшаются гирляндами бумажных сосисок, а над камином развешиваются носки, в которые добрый Санта-Хрякус кладет подарки. В праздничную ночь принято угощаться блюдами из свинины.
Как и в случае прочих божеств Плоского Диска, существование Санта-Хрякуса поддерживается верой людей в него. Из-за интриг аудиторов реальности, однажды вера в Санта-Хрякуса исчезает. Также, высвободившаяся из-за исчезновения Санта-Хрякуса вера людей, привела к рождению таких существ, как божество похмелья. Если вера в Санта-Хрякуса вскоре не возродится, это приведет к тому что солнце больше не взойдет. Поэтому, Смерти Плоского Мира приходится занять его место.

## Персонажи

### Основные
- Смерть
- Сьюзан Сто Гелитская
- Альберт
- убийца Тчай-Тчай

### Второстепенные
- Аудиторы реальности
- Смерть Крыс
- Волшебники Незримого Университета
- Шнобби Шноббс
- констебль Посети-Неверующего-С-Разъяснительным-Буклетом
- О Боже Похмелья
- Зубная фея Фиалка
- семейство Белолилий: Банджо, Средний Дэйв (преступники)
- Ворон

## Экранизация
В 2006 году британская телекомпания Sky1 сняла двухсерийный фильм по мотивам «Санта-Хрякуса». Одну из ролей (Игрушечных дел мастер, конец фильма) сыграл сам Терри Пратчетт.